# Hostalets (Ivorra)
Els Hostalets és un conjunt de dos edificis del municipi d'Ivorra (Segarra) inclosos en l'Inventari del Patrimoni Arquitectònic de Catalunya.

## Situació
Estan situats en una important cruïlla de camins, prop d'Ivorra, al coll de la carena que tanca la vall del Llobregós pel sud. La carretera LV-3003 de Sant Ramon a Torà separa els dos edificis i de l'indret en surten, cap a ponent, una carretera a Guissona i vers llevant una pista que ressegueix el llom de la costa.

## Descripció
Aquest tipus d'establiments naixien de la necessitat d'aixopluc dels pastors que realitzaven rutes de llarg recorregut de transhumància o de traginers.
Hi trobem un conjunt de dues edificacions, situades una a cada costat de la carretera i segeixen un mateix model constructiu.
L'edifici situat més a l'oest, exceptuant el cos afegit al costat esquerre de la façana, està realitzat amb grans carreus de pedra calcària col·locats en sec, amb coberta a dues aigües i estructurat amb planta baixa i primera planta. A la planta baixa trobem la porta principal d'accés amb llinda superior de pedra d'una sola peça, per sobre de la qual apareix un arc de descàrrega. A la primera planta trobem tres úniques obertures simètriques amb represa de pedra i llinda superior de fusta. El cos afegit al costat esquerre, presenta unes característiques similars, exceptuant el fet que està realitzat amb paredat unit amb morter, presentant una porta de menors dimensions que l'anterior a la planta baixa, i una única obertura a la primera planta amb represa i llinda de maó.
La resta de dependències que s'hi adossen, algunes cobertes i altres descobertes, servien per aixoplugar el ramat i les cavalleries.
La segona de les edificacions, situada a l'altre costat de la carretera i probablement posterior, està realitzada amb paredat i arrebossat superficial, amb coberta a dues aigües i estructurada amb planta baixa i primera planta. Igual que l'anterior, presenta un cos afegit amb porta i finestra superior, ambdues amb llinda de fusta. A la planta baixa, centrada a la façana primerenca, trobem la porta principal amb llinda superior de fusta, i dues obertures a la primera planta, una finestra i un petit balcó també amb llinda de fusta. Entre el cos afegit i la porta de la façana primerenca trobem un contrafort atalussat.
Entre ambdós edificis trobem un pou que recull les aigües d'un dels aqüífers més importants de la comarca, realitzat amb paredat de pedra col·locada en sec i llinda superior de fusta.